# Lorena Frigo
Lorena Frigo (19 novembre 1960) è un'ex sciatrice alpina italiana.

## Biografia
Specialista dello slalom speciale originaria di Asiago, in Coppa del Mondo ha ottenuto il primo piazzamento il 13 dicembre 1980 a Piancavallo (12ª) e il miglior risultato il 17 dicembre 1982 nella medesima località (7ª); in Coppa Europa nella stagione 1984-1985 è giunta 2ª nella classifica di specialità alle spalle dell'austriaca Karin Buder. L'ultimo piazzamento della sua attività agonistica è stato l'11º posto ottenuto nello slalom speciale di Coppa del Mondo disputato a Savognin il 15 dicembre 1985; non ha preso parte a rassegne olimpiche né ha ottenuto piazzamenti ai Campionati mondiali.

## Palmarès

### Coppa del Mondo
- Miglior piazzamento in classifica generale: 46ª nel 1982 e nel 1983

### Campionati italiani
- 3 medaglie[2]:
  - 3 bronzi (slalom speciale nel 1981; slalom speciale nel 1984; slalom speciale nel 1985)